# Lahcène Soufi
Lahcène Soufi, né dans la Wilaya de Tlemcen, est un homme politique algérien.

## Fonctions
Ses principales fonctions occupées sont :
1. Wali de Tamanrasset: (1975-1979).
2. Ministre de la Justice (Gouvernement Abdelghani I): (1979-1980).